# کالیفرنیا (ویرجینیای غربی)
کالیفرنیا (به انگلیسی: California) یک منطقهٔ مسکونی در ایالات متحده آمریکا است که در شهرستان ویرت واقع شده‌است. در امتداد رودخانه هیوز، بین رودخانه و مسیر ۴۷ ویرجینیای غربی (پارکزبورگ و استونتون تورنپایک)، حدود نیم مایل زیر خط شهرستان ریچی، و درست بالای تقاطع مسیر ۴۷ با جاده کالیفرنیا هاوس، یا کانتی روت ۴۷ قرار دارد.
کالیفرنیا به‌عنوان نقطه‌ای قابل توجه است که ذخایر کم‌عمق نفت به‌طور طبیعی به سطح زمین نفوذ می‌کند، پدیده‌ای که در این منطقه رایج است، که باعث استقرار در نزدیکی Petroleum در Ritchie County، و Burning Springs، در حدود پانزده مایلی جنوب کالیفرنیا در Wirt County شد. ۳] نفت از منطقه کالیفرنیا در اوایل دهه ۱۸۲۰ جمع‌آوری و به عنوان روان‌کننده تجاری استفاده می‌شد. اولین چاه نفت در کالیفرنیا در سال ۱۸۵۹ توسط چارلز شاتاک و تی. تی جونز غرق شد، تقریباً همزمان با چاه غرق شده توسط ادوین دریک در نزدیکی تیتسویل، پنسیلوانیا، که اغلب به عنوان اولین چاه نفت تجاری از آن یاد می‌شود. این منجر به اختلافاتی در مورد اینکه چاه قبلی کدام بوده‌است. دریک چند ماه قبل شروع به حفاری کرد، اما تا ۲۸ اوت نفت کشف نکرد.
پس از جنگ داخلی، توسعه میدان‌های نفتی مولدتر منجر به کنار گذاشتن تدریجی تولید نفت در چاه‌های کوچکی مانند کالیفرنیا، پترولیوم و برینگ اسپرینگز شد. در سال ۱۹۲۴، شش خانه و یازده چاه نفت در مجاورت آن، و پانزده چاه دیگر در امتداد خط الراس در سمت جنوبی رودخانه هیوز وجود داشت؛ در سال ۱۹۵۷، سه حلقه چاه در یا نزدیک کالیفرنیا و چهار حلقه چاه باقی مانده بود. بیشتر در آن سوی رودخانه. امروزه، یک نمایش تاریخی شامل یک انبار نفتی ماکت در امتداد مسیر ۴۷ در غرب خیابان کالیفرنیا هاوس قرار دارد.